# جنبش جنوب ایران در جنگ جهانی دوم
جنبش جنوب ایران در جنگ جهانی دوم که نهضت جنوب نیز نامیده می‌شود، به مجموعه‌ای از مقاومت‌ها، شورش‌ها و فعالیت‌های سیاسی و نظامی اطلاق می‌شود که در جنوب ایران، عمدتا در مناطق فارس، خوزستان، کهگیلویه و بویراحمد و بوشهر، شکل گرفت. این جنبش در واکنش به اشغال ایران توسط نیروهای متفقین در شهریور ۱۳۲۰ و همچنین نفوذ گسترده خارجی در جنوب کشور به وجود آمد.

## فارس
در زمان اشغال ایران در جنگ جهانی دوم، قشقایی‌ها با گمان اینکه حمله آلمانی‌ها به قفقاز آغازی برای لشکرکشی آن‌ها به ایران و آزادی ایران از دست انگلیسی‌هاست، همچون جنگ جهانی اول طرف آلمانی‌ها را گرفتند. انگلیسی‌ها که دوباره از اتحاد ارتشیان هوادار آلمان با قشقایی‌ها بیمناک شده بودند، دولت مرکزی را واداشتند تا سپهبد شاه‌بختی را فرمانده نیروهای جنوب و به استانداری فارس منسوب کند تا وی قشقایی‌ها را سرکوب کند. بدین ترتیب جنگی در اردیبهشت ۱۳۲۲ با حمله نیروهای تحت فرمان شاه‌بختی به قشقایی‌ها آغاز شد. حملات نیروهای دولتی در یک روز به‌طور هماهنگ از شهرهای بهبهان، فیروزآباد، جهرم، لار، شهر کرد، شیراز و کازرون شروع شد. در این عملیات حدود سی هزار تن از نیروی نظامی شرکت داشتند.

### نبرد قلعه پریان
در نخستین مرحلهٔ رویارویی دو طرف که در قلعهٔ پریان قیروکارزین به وقوع پیوست، قشقایی‌ها به فرماندهی خسرو خان شکست سختی بر یک تیپ ارتش وارد ساختند. در نتیجه، تعداد زیادی اسلحه و مهمات به دست قشقایی‌ها افتاد.

### نبرد گردنه موک

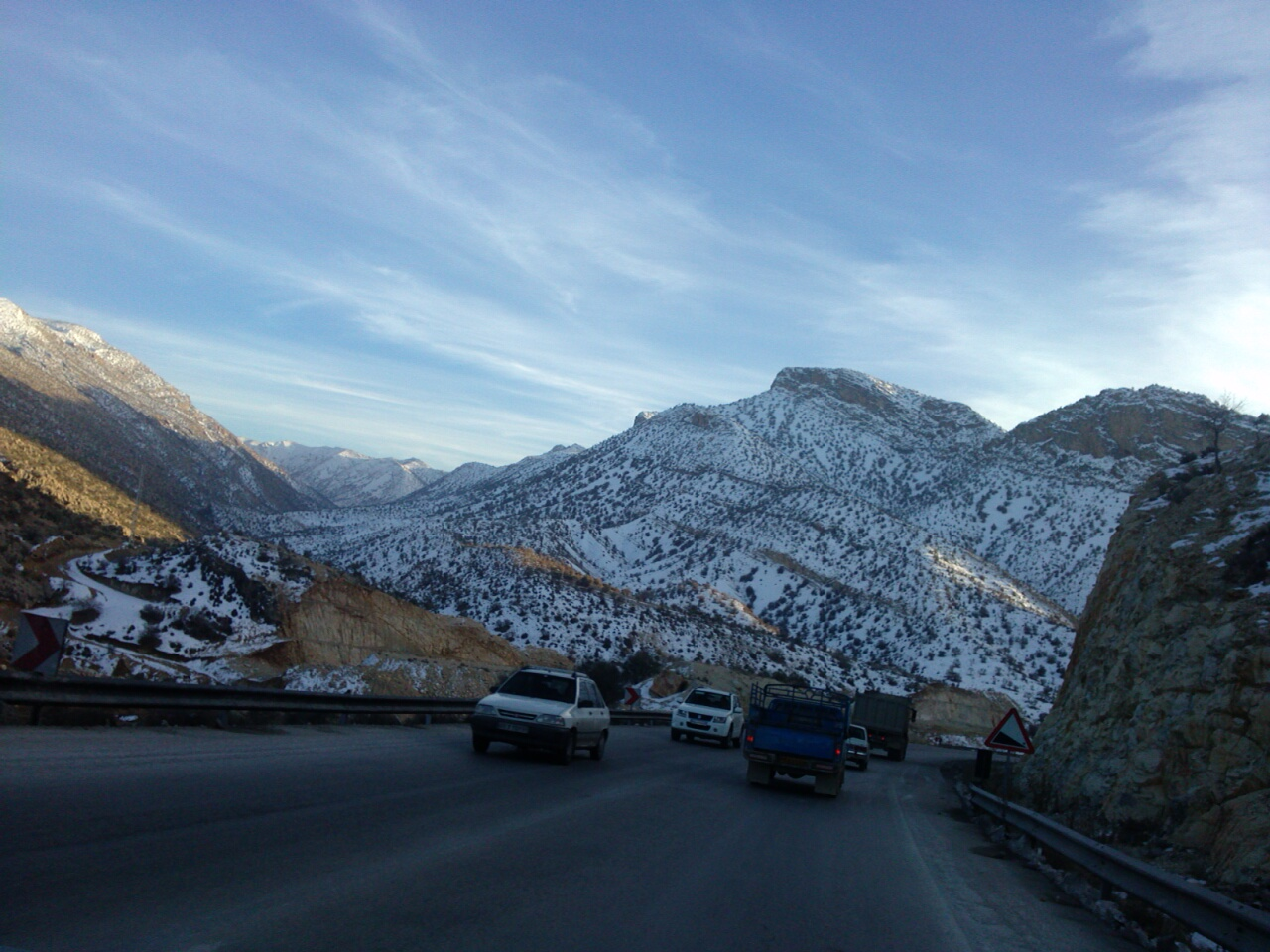
گردنه موک محل رخداد نبرد موک

دومین نبرد در گردنهٔ موک واقع در ۴۰ کیلومتری شمال فیروزآباد روی داد. در این جنگ فرماندهی قشقایی‌ها بر عهدهٔ ناصرخان بود. نیروهای دولتی که از دو تیپ ارتش تشکیل شده و مجهز به توپخانه بودند در آستانهٔ شکست قرار داشتند اما با ورود نیروهای ایلات خمسه به فرماندهی ابراهیم خان قوام‌الملک از سمت جنوب ورق برگردانده شد و قشقایی‌ها در محاصره قرار گرفتند و اقدام به عقب‌نشینی کردند.

### محاصره قلعه پریان
پس از نبرد موک، نیروهای قشقایی به دو بخش عمده تقسیم شدند. از آنجا که دو پادگان نظامی در مناطق قشلاقی (قلعه پریان) و ییلاقی (سمیرم) ایجاد شده بود، بنابراین تصمیم گرفته شد که گروهی به فرماندهی ناصرخان به قلعهٔ پریان حمله‌ور شوند و گروه دیگر نیز به فرماندهی خسرو خان به پادگان سمیرم حمله کنند. ناصرخان در قلعهٔ پریان با نیروهای دولتی درگیر شدد. قشقایی‌ها در یک عملیات شبیخون قلعه را به محاصرهٔ خود درآوردند. در نتیجه، سپهبد شاه بخشی تلاش کرد با حملات هوایی و بمباران نیروهای قشقایی و اعزام نیروهای تازه‌نفس امدادی محاصره‌شوندگان را نجات دهد. اما این محاصره تا مدت‌ها ادامه یافت و به یک جنگ فرسایشی مبدل یافت.

### نبرد سمیرم
در حین درگیری‌های مناطق گرمسیری فارس، سپهبد شاه بختی به فرماندهٔ لشکر اصفهان دستور داد تا یک ستون نظامی متشکل از هفتصد نفر به فرماندهی سرهنگ حسین علی شقاقی ۵ به سمیرم گسیل کند تا در صورت تحرکات احتمالی قشقایی‌ها، آنان را سرکوب سازد. سرهنگ شقاقی که برخلاف میل خود به سمیرم اعزام شده بود، به محض ورود به منطقه، با مشاهده شدت نفرت و مخالفت مردم با نیروهای دولتی، وضعیت را به شیراز و اصفهان گزارش داد و درخواست کرد که سپهبد
شاه بختی اجازه دهد تا ستون اعزامی از سمیرم بازگردد، اما تقاضای وی با مخالفت شاه بختی روبرو شد. به این ترتیب، سرهنگ شقاقی ناگزیر به جنگ با قشقایی‌ها گردید. خسرو خان که قبلاً در پیمان چم اسپید با بویراحمدی‌ها قرارداد اتحاد امضا کرده بود، با اعزام پیکی به بویراحمد از آنان درخواست کرد تا در حمله به پادگان سمیرم قشقایی‌ها را همراهی کنند. نیروهای بویراحمد نیز به فرماندهی عبدالله خان ضرغام‌پور راهی سمیرم شدند. در تیر ماه ۱۳۲۲ نیروهای قشقایی با متحدان بویراحمدی خود پادگان سمیرم را محاصره کردند. به رغم درخواست نیرو از لشکر اصفهان از سوی سرهنگ شقاقی توجه چندانی به این تقاضا نشد. در نتیجه، پس از چندین روز زد و خورد با کشته شدن سرهنگ شقاقی در یازدهم تیر ماه ۱۳۲۲ و تسلیم پادگان این نبرد خاتمه یافت.
پس از آن، انگلیسی‌ها به دلیل ممانعت از برانگیختن احساسات ملی ایرانیان و همچنین آغاز شکست آلمان در جبههٔ نبرد، به جای ادامهٔ مقابله با قشقایی‌ها همسو با دولت ایران تلاش کردند تا از راه مذاکره، با قشقایی‌ها به توافق برسند.